# くまもと工芸会館
熊本市くまもと工芸会館（くまもとしくまもとこうげいかいかん）は、熊本県熊本市にある公立の文化施設。平成3年に開館した。熊本県の伝統工芸品を中心に展示し、各種工芸教室を開催している。工芸の実演と体験に特化した施設でもあり、毎日 様々な工芸の実演・体験が行われている。。

## 利用案内
- 所在地 - 熊本県熊本市南区川尻1-3-58
- 開館 - 午前9時～午後5時
- 休館日 - 月曜日（祝日の場合は翌日）、年末年始（12月28日～1月4日）
- 入館料 - 無料
- 駐車場 - 有（第１・第２駐車場　約50台）

## 日替わり工芸体験教室・工芸実演
熊本市くまもと工芸会館の最大の特色であり、子どもから大人まで気軽に楽しめる体験コンテンツとして、日替わりで様々な工芸品作りの体験が可能。肥後象がんや竹工芸、木工、ガラス工芸、革工芸など伝統的工芸品から現代工芸品まで多彩な工芸品の製作体験ができる。午前と午後の部に分かれており、体験には材料費が必要。
・体験は予約が必要なものあり（要問合せ）
・陶芸品など一部当日お持ち帰りできない物もあり

日替わり工芸実演は工芸職人による製作実演を日替わりで毎日行っている。職人たちの作品製作の様子を間近で見ることができる。この実演は、だれでも無料で見学可能。

【日替わり工芸体験教室・日替わり工芸実演項目（50音別）】
葦ペン
革工芸
木目込人形
キャンドル
七宝
ステンドグラス
創作布花
竹工芸
彫金
陶芸
とんぼ玉
機織り
パッチワークキルト
肥後革ローケツ染
肥後こま
肥後象がん
肥後てまり
肥後まり
刃物（実演のみ）
木工芸
・スケジュールはWEBページ参照
・項目は2022年4月時点のもの

## 包丁研ぎ・刃物研ぎ（刃物工房）
熊本市くまもと工芸会館の刃物工房では川尻刃物職人による刃物や農具などの製作と刃物研ぎの様子を目の前で見学可能。川尻刃物は熊本県の伝統的工芸品です。川尻刃物は地金に鋼を挟み込み、手打ちで鍛え上げていく「割込み鍛造」という技法で作られ、切れ味の良いことから人気の高い刃物である。この工房で作られた川尻刃物は、熊本市くまもと工芸会館内の売店でも販売されている。包丁などの包丁研ぎから鋏類などの各種刃物研ぎや修理も職人が毎日行っている（有料）
熊本市くまもと工芸会館　刃物工房紹介動画

刃物研ぎの基本的な料金は下記の通り（2022年4月現在）
2023年11月に価格改定。価格についてはWEBページを参照。
・価格表に記載がないものについては熊本市くまもと工芸会館に電話で確認
・刃欠けの刃物研ぎは、価格表の料金から100円増し
・研ぎの受け付け時間は午後4時まで
・価格は、刃物の状態、寸法や形状などに応じて変わるので、詳しくは、くまもと工芸会館に問い合わせ
・受付は１Ｆ売店

## 関連事項
- 熊本県伝統工芸館
- 熊本市現代美術館